# Banankontakt av tredje graden
Banankontakt av tredje graden är en låt av Electric Banana Band. Musiken är skriven av Janne Schaffer och texten skriven av Lasse Åberg.
Sången handlar inte om en banankontakt utan titeln är en ordvits om närkontakt med en utomjordisk banan. 

## Publikation
- Barnens svenska sångbok, 1999, under rubriken "Gladsång och poplåt".

## Inspelningar
En tidig inspelning gjordes av Electric Banana Band, och släpptes på singel 1982. En version med engelsk text, "UFB (Unidentified Flying Banana)", fanns med på LP:n Livet i regnskogarna (1984).